# Курка Гора
Курка Гора — деревня в Плесецком районе Архангельской области России. Входит в состав муниципального образования «Тарасовское». Входила в состав упразднённого села Церковное.

## География
Деревня располагается на холме высотой 64 м. У подножия холма протекает река Шорда. Курка Гора находится между деревнями Вересник и Матнема.

## Этимология[2]
Название деревни происходит от диалектного курка, что означает «мелкое озерцо, оставшееся после весеннего разлива реки», синоним слова «кулига».

## История
Деревня впервые упоминается в 1556 году в «Платежнице Я. Сабурова и И. Кутузова».

## Население
| 2002 | 2010 | 2012 |
| ---- | ---- | ---- |
| 4    | ↘0   | →0   |

## Инфраструктура[5]
На одном из домов установлен таксофон. В соседнюю деревню Матнема через реку Шорда ведёт автомобильный мост.

### Карты
- Курка Гора. Публичная кадастровая карта